# Diplodia roumeguerei
Diplodia roumeguerei är en svampart som beskrevs av Sacc. 1880. Diplodia roumeguerei ingår i släktet Diplodia och familjen Botryosphaeriaceae.   Inga underarter finns listade i Catalogue of Life.